# Universität Girona
Die Universität Girona (katalanisch Universitat de Girona, spanisch Universidad de Gerona) ist eine Universität im Nordosten Spaniens, gelegen in Girona in Katalonien.
Die UDG wurde 1991 gegründet. Ihre Einrichtungen sind über die gesamte Stadt Girona verteilt: Barri Vell, Emili Grahit und der Campus de Montilivi. Der erste Rektor war Josep Maria Nadal i Farreras. Die Universität nutzt die Open-Source-Software Consul, um allen Hochschulangehörigen Meinungsbilder, Vorschlags- und Mitbestimmungsrechte bei administrativen, Lehr- und Forschungsfragen einzuräumen.